# Calle 96 (línea de la Séptima Avenida–Broadway)
Calle 96 es una estación en la línea de la Séptima Avenida-Broadway del Metro de Nueva York. La estación se encuentra localizada en Harlem, Manhattan entre Broadway y la Calle 96, y es utilizada las 24 horas, por los trenes de los servicios ,  y .

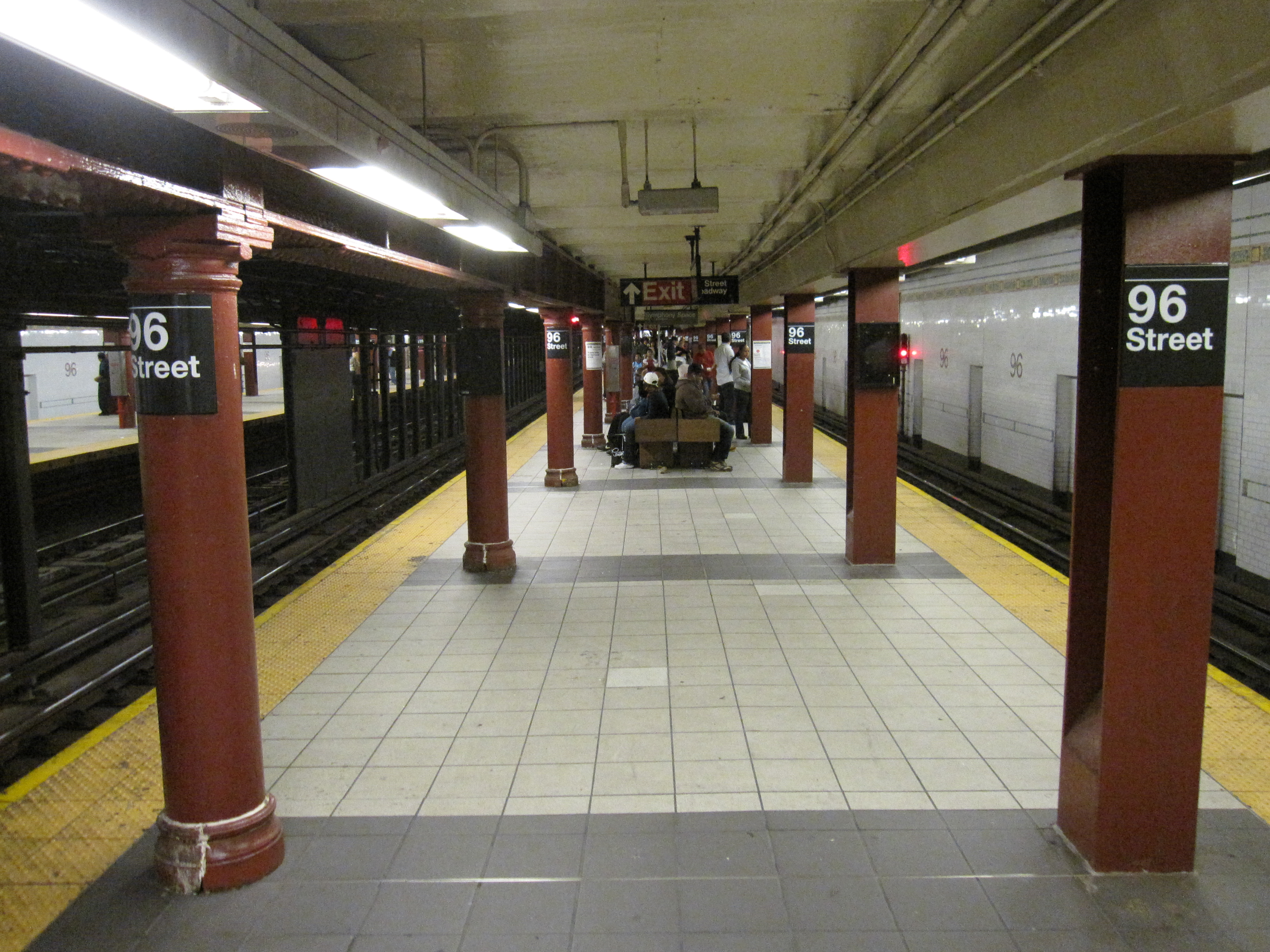
Uno de los andenes en isla.
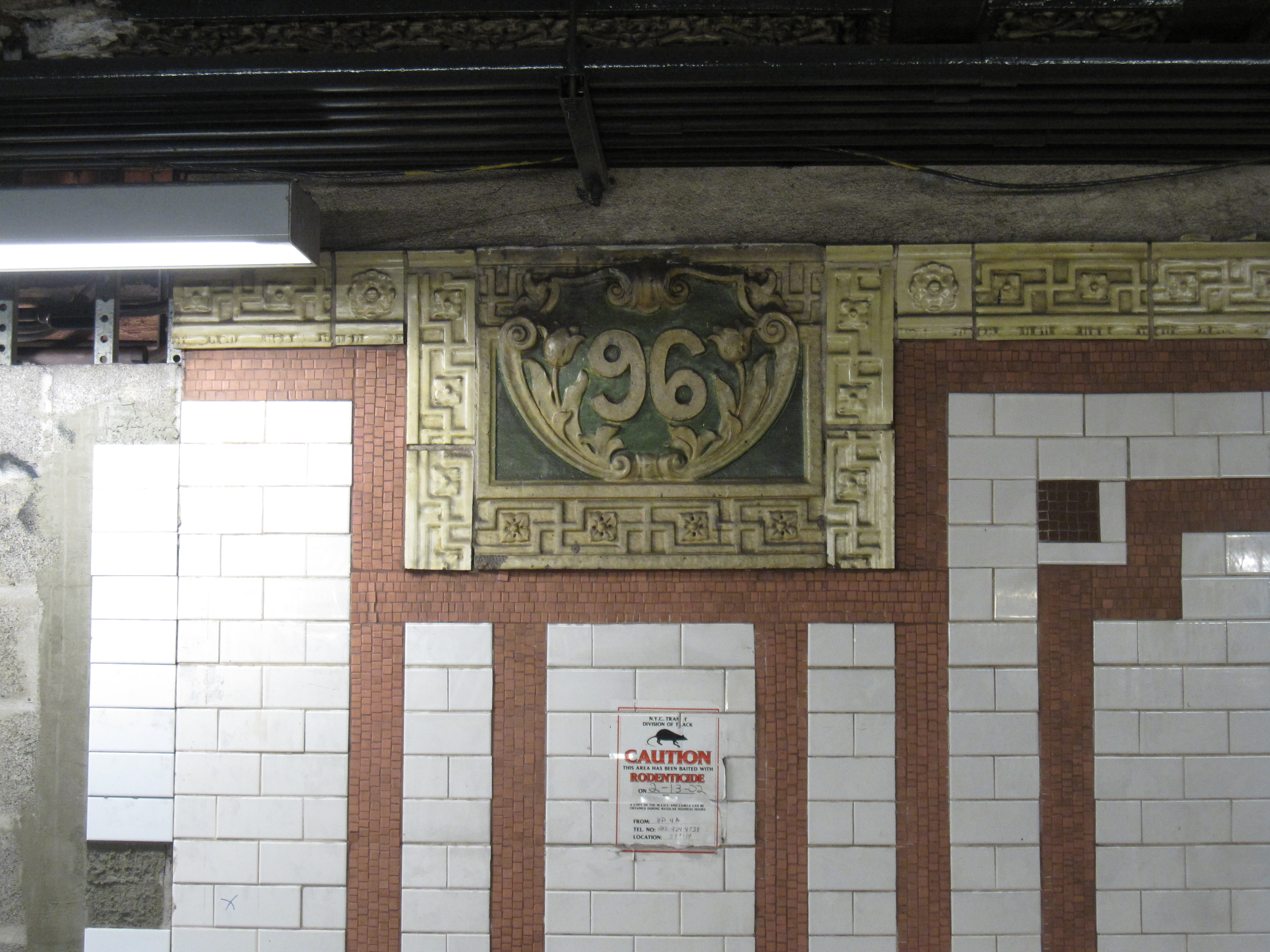

## Otros usos
La estación de la Calle 96 fue la ubicación para la película The Warriors. La estación Hoyt-Schermerhorn en Brooklyn fue usada para las escenas de la Calle 96, operando en un tren en unas vías sin usar.